# Île d'Inishark
Inishark ou Inishshark (ou encore en irlandais, Inis Airc), parfois appelée Shark Island, est une petite île inhabitée, près de la plus grande île d'Inisbofin, dans le comté de Galway, en Irlande. Elle se trouve à 11 km des côtes du Connemara.

## Vue d'ensemble
Maintenant inhabitée, l'île avait autrefois 23 habitants. Cette communauté isolée de pêcheurs et de fermiers a été évacuée en octobre 1960. Les îliens ne se sentaient pas capables de quitter leur île en hiver, alors, le gouvernement a préféré les installer sur le continent plutôt que de construire une jetée coûteuse sur l'île.
L'île a été occupée pendant des milliers d'années et héberge beaucoup de sites datant de l'Âge du Bronze, des tombes et des monuments.
Comme Inishbofin, Inishark est composée presque entièrement d'ardoise et de schistes argileux du Silurien. Son point culminant s'élève à 100 mètres au-dessus du niveau de la mer.
En 2009, le programme des études irlandaises de Boston College (en coopération avec Irish Film Institute) ont porté à l'écran Inis Airc, Bás Oileáin (Inishark, Mort d'une île) (filmé en 2006) comme séquence des séries de films irlandais racontant l'histoire de l'évacuation, vue par les irlandais encore vivants. 
Le  patron était saint Leo d'Inis Airc, qui avait vécu sur les lieux entre le VIe siècle et le VIIIe siècle. Les restes d'une église du XIXe siècle, portant son nom, sont encore visibles sur l'île.

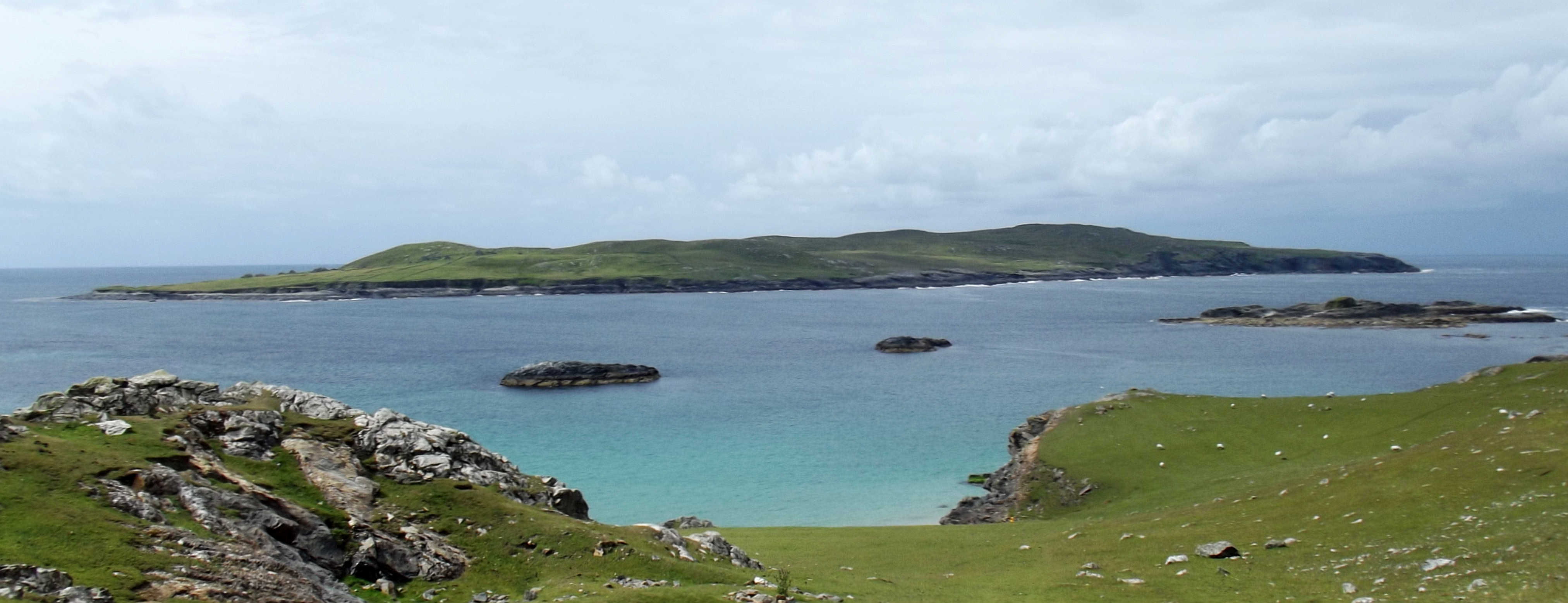
Vue d'ensemble (2013)
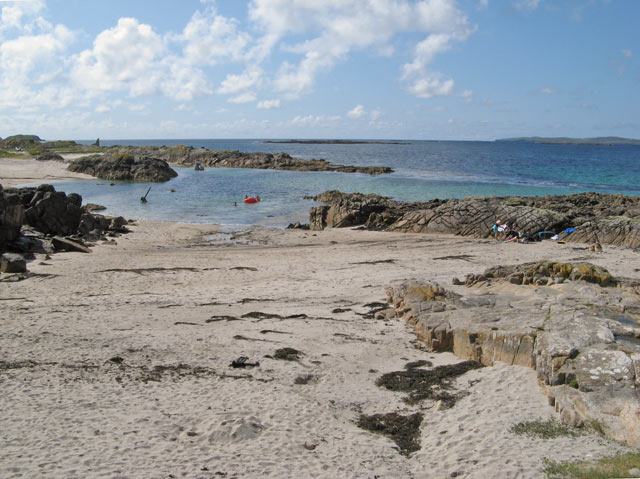
L'horizon à droite est formé par Inis Airc avec la falaise proéminente de Shark Head (2009)